# Langáda (Chios)
Langáda, en grec moderne : Λαγκάδα, est un village de l'île de Chios, en Égée-Septentrionale, Grèce.
Selon le recensement de 2011, la population du village compte 760 habitants.